# Brug Spannenburg
Brug Spannenburg (Fries: Brêge Spannenburch) is een basculebrug over het Prinses Margrietkanaal bij Spannenburg in Friesland.
De brug bevindt zich in de N354 (tussen de A6 en Sneek). Aan de oostzijde ligt een kruising met de N927 naar Sint Nicolaasga. Aan de westzijde een kruising met de weg richting Sloten.
Het vaste gedeelte van deze brug heeft een doorvaarthoogte van 7,05 meter. De doorvaartwijdte van het beweegbare gedeelte is 12 meter.